# Georges Ducom
Pour les articles homonymes, voir Ducom.
Georges Ducom, né le 20 novembre 1873 à Argenteuil dans le département du Val-d'Oise en région Île-de-France, est un coureur cycliste français, professionnel de 1894 à 1914.

## Palmarès
- 1894
  - 3e à Trouville-Paris
  - 3e à Paris-Bar-le-Duc - avec Gaston Pachot (en tandem)
- 1896
  - 3e à Paris-Royan

## Résultats sur le Tour de France
1 participation
- 1914 : abandon à la 2e étape[2].